# Romagne-sous-Montfaucon
Romagne-sous-Montfaucon é uma comuna francesa na região administrativa de Grande Leste, no departamento de Meuse. Estende-se por uma área de 15,7 km². Em 2010 a comuna tinha 189 habitantes (densidade: 12 hab./km²).